# Siphlonurus securifer
Siphlonurus securifer är en dagsländeart som beskrevs av Mcdunnough 1926. Siphlonurus securifer ingår i släktet Siphlonurus och familjen simdagsländor. Inga underarter finns listade i Catalogue of Life.